# Hydnophytum archboldianum
Hydnophytum archboldianum är en måreväxtart som beskrevs av Elmer Drew Merrill och Lily May Perry. Hydnophytum archboldianum ingår i släktet Hydnophytum och familjen måreväxter. Inga underarter finns listade i Catalogue of Life.